# Ogartowo

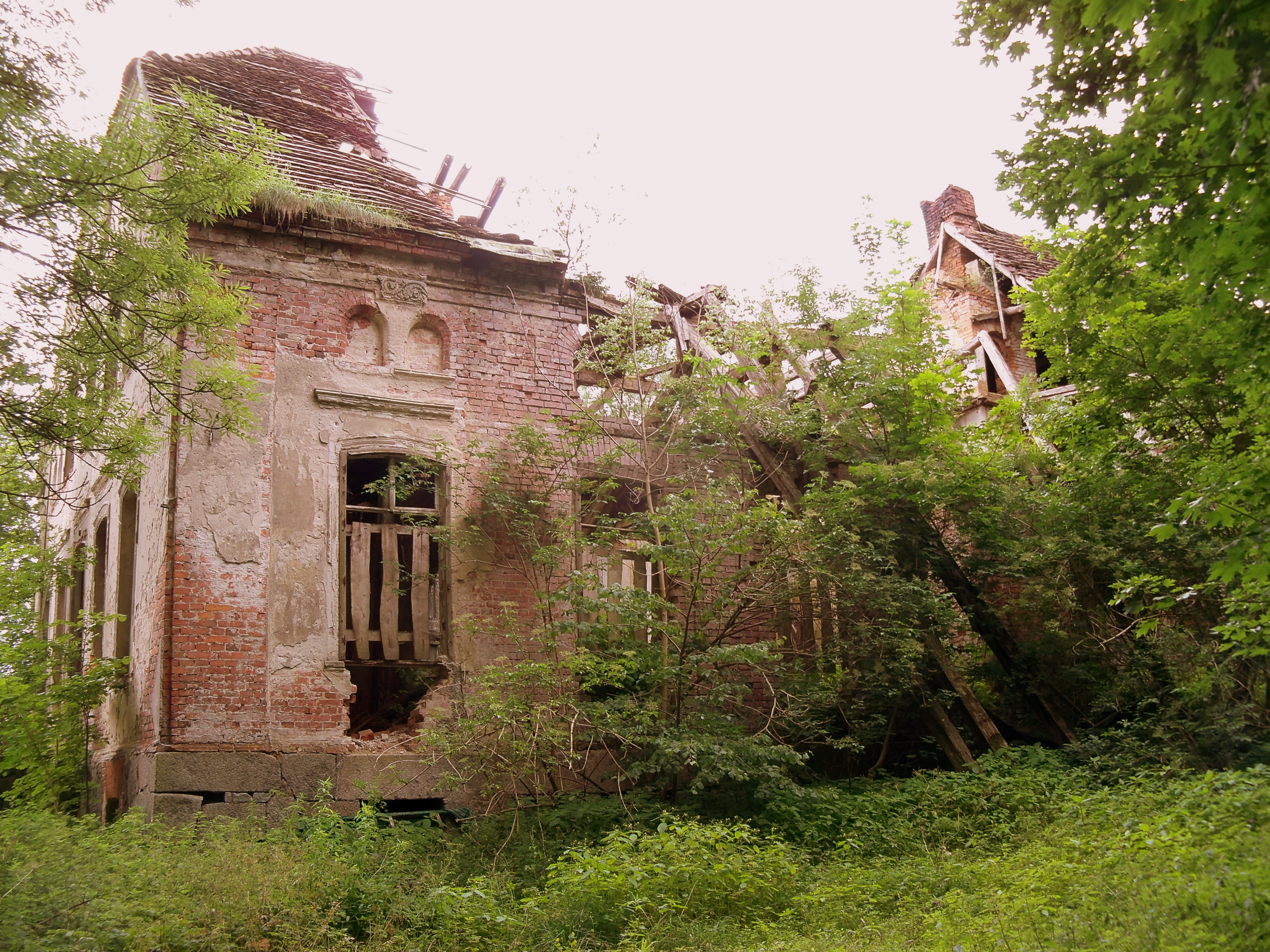
Herrenhausruine in Ogartowo

Ogartowo (deutsch Jagertow) ist ein Dorf in der polnischen Woiwodschaft Westpommern. Es liegt im Powiat Świdwiński und gehört zur Stadt- und Landgemeinde Połczyn-Zdrój (Bad Polzin).

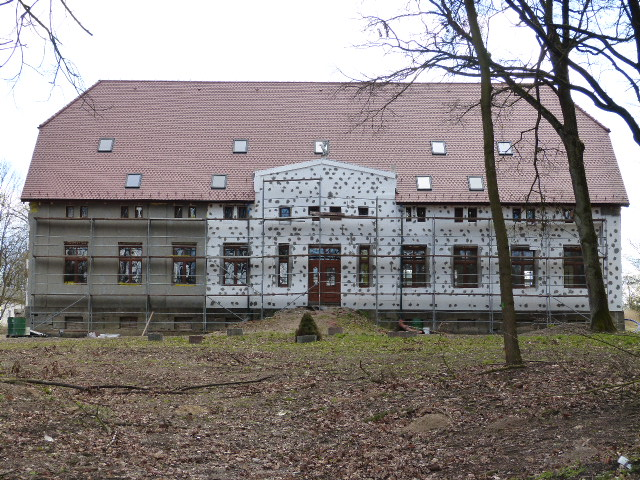
Ehemaliges Herrenhaus, Rekonstruktion 2015

## Geographische Lage
Ogartowo grenzt unmittelbar an den östlichen Stadtrand von Połczyn-Zdrój und liegt am Abzweig der Woiwodschaftsstraße 167 von der Woiwodschaftsstraße 172 nach Szczecinek (Neustettin) zwischen den Flussläufen der Dębnica (Damitz) und Wugger. Die Feldmark wird von der inzwischen stillgelegten Bahnlinie Bahnstrecke Grzmiąca–Kostrzyn durchschnitten. Die nächste Bahnstation ist Kołacz (Kollatz) in einem Kilometer Entfernung.

## Geschichte
Das ehemalige Guts- und Bauerndorf Jagertow in der „Pommerschen Schweiz“ war 1628 Lehnseigentum der Familie Glasenapp, die es auf die Familie Krockow übertrug. Im Jahr 1867 wird die Familie Bauk als Eigentümer genannt, die es von der Familie von Manteuffel erhielt. 
Damals lebten in der Gemeinde 326 Einwohner in 34 Haushaltungen, 1939 waren es nur noch 235 Einwohner in 58 Haushaltungen – bei einer Gemeindefläche von 697 Hektar (1932).
Bis zum Jahr 1828 gehörte Jagertow zum Landkreis Neustettin, der es mit dem Belgarder Landkreis in Kommunion verwaltete. Danach war das Dorf dem Landkreis Belgard (Persante) allein zugeordnet. 
Bis zum Jahr 1945 gehörte Jagertow zum Amts- und Standesamtsbezirk Kollatz und zum Amtsgerichtsbereich Bad Polzin. Letzte deutsche Amtsinhaber waren Bürgermeister Artur Elert, Amtsvorsteher Albert Zamzow und Standesbeamter Artur Zaske. Die polizeilichen Aufgaben oblagen Landjägermeister Kollesch, der in Jagertow stationiert war. 
In den ersten Märztagen des Jahres 1945 besetzten Truppen der Roten Armee das Dorf. Das Eigentum der Bürger wurde von den Polen in Besitz genommen, die Menschen wurden aus dem Ort vertrieben.

## Kirche
Jagertow gehörte bis 1945 zur Gemeinde der Marienkirche Bad Polzin, die mit den Tochtergemeinden Lutzig und Buslar das Kirchspiel
Bad Polzin mit zuletzt 10700 Gemeindegliedern und zwei Pfarrern bildete. Der Pfarrer der ersten Pfarrstelle betreute die Außendörfer.
Das Kirchspiel Bad Polzin gehörte zum Kirchenkreis Belgard in der Kirchenprovinz Pommern der Evangelischen Kirche der Altpreußischen Union.
Heute gehört Ogartowo zur Parafia Koszalin (Köslin) in der Diözese Pommern-Großpolen der polnischen Evangelisch-Augsburgischen Kirche.

## Schule
Bereits im Jahr 1865 war in Jagertow eine Schule vorhanden, die oftmals umgebaut werden musste. 1924/25 wurde eine neue Schule errichtet. Letzter deutscher Lehrer war Wilhelm Ristow.
Das Schulgebäude dient seit 1984 zu Wohnzwecken. Schulort ist heute das vier Kilometer entfernte Połczyn-Zdrój.

## Persönlichkeiten
- Peter Rzepka (* 7. Juli 1944 in Jagertow), deutscher Politiker